# 풍폭무
《풍폭무》(风暴舞)는 2021년 방송되었던 중국의 드라마이다.

## 줄거리
- 12살 때 의문의 사고로 부모님을 잃고, 보육원에서 자란 리쥔제는 천강에게 발탁되어 모이스 바낭 지부에 특수요원으로 합류한다. 어느 날, 아버지처럼 따르던 천강이 악명 높은 킬러 자라이에 살해되자, 리쥔제는 모이스를 떠나 중국 변경 지역인 충하이에 숨어 지내며 3년간 복수를 계획한다. 그러던 중, 자라이의 행방을 알리는 의문의 메일이 전달되고, 리쥔제는 이를 확인하기 위해 3년 만에 다시 바낭으로 향하는데...

## 등장 인물
- 천웨이팅 - 리쥔제 역
- 구리나자 - 저우지쉬엔 역
- 곽가호 (郭家豪) - 쉬윈하오 역
- 송연비 - 천징위안 역
- 임달화 - 머우천 역
- 장원리 - 롼타이위안 역
- 동암뢰 (董岩磊) - 아구 역
- 친밍위에 (秦鸣悦) - 마야 역
- 왕희 (王姬) - 정페이니 역
- 진초한 (陈楚翰) - 지아라이 역